# 正常化体制 (チェコスロヴァキア)
正常化体制（せいじょうかたいせい、チェコ語: Normalizace, ノルマリザーツェ、 スロバキア語: Normalizácia, ノルマリザーツィア）とは、1968年8月20日のソ連による侵攻のあとに始まった、チェコスロヴァキア社会主義共和国における政治体制を指す。単に「正常化」とも。チェコスロバキア共和国共産党中央委員会第一書記を務めていたアレクサンデル・ドゥプチェク(Alexander Dubček)が1969年4月17日に辞任し、その後任としてグスターフ・フサーク(Gustáv Husák)が共産党指導者に就任した。ドゥプチェクが推し進めようとしていた「人間の顔をした社会主義」は「プラハの春」と呼ばれ、国民にある種の自由を提供しようとしたものであったが、ソ連率いるワルシャワ条約機構加盟国による連合国軍の侵攻によって終了した。1968年8月23日から8月26日にかけて、モスクワにて、チェコスロヴァキアの代表とソ連の代表が会談を行い、8月27日に共同声明を発表し、モスクワ協定に署名し、ソ連軍の駐留が合法化され、1991年6月までソ連軍はチェコスロヴァキアに駐留し続けた。
1970年12月10日から12月11日にかけて、チェコ共和国共産党中央委員会は、「プラハの春」に対する非難決議を発表し、「第13回共産党大会後の党と社会の危機的展開から得られた教訓」と題した文書を採択した。これが、チェコスロヴァキアにおける「正常化体制」の始まりと見られている。

## 背景
チェコ共和国共産党中央委員会第一書記を務めていたアントニーン・ノヴォトニー(Antonín Novotný)は、その職を解任された。1968年1月5日、ノヴォトニーの後任として、アレクサンデル・ドゥプチェクがチェコ共和国共産党中央委員会第一書記に就任した。新たな共産党指導者となったドゥプチェクは「芸術的、科学的創造性を阻害するものはすべて取り除く必要がある」、「社会主義が勝利を収めたのち、社会の変革が始まる」と宣言した。これは「人間の顔をした社会主義」(Socialismus s lidskou tváří)と呼ばれ、政治や経済における自由化計画の開始であった。その中には、消費者産業に有利な経済の自由化のみならず、報道の自由、表現の自由、移動の自由、宗教の自由、複数政党制の導入も含まれ、ドゥプチェクは国の政治体制の改革を推進しようとした。「人間の顔をした社会主義」なる用語は、チェコの社会学者および哲学者、ラドヴァン・リヒタが初めて提唱した。「プラハの春」は、「国民にある種の自由を提供しよう」という政策であった。
1968年3月4日、検閲が廃止された。言論の自由はもちろん、集会を実施する自由も認められた。1968年6月26日の「法令第84号」に基づき、チェコの歴史において、検閲は初めて廃止となった。当時のチェコにおいて、少なくとも一年間は、報道、無線放送、テレビ放送は検閲の対象外であった。
検閲は徐々に廃止され、集会の開催や結社の設立も許可された。ドゥプチェクは報道における検閲を緩和し、芸術的および文化的自由の拡大を認め、政治的粛清の犠牲者を赦免し、渡航制限を緩和し、公民権と自由の保証を約束し、ある程度の民主的改革を許可した。党員に対しては、党の政策について疑問を抱き、自分の意見を提示するよう奨励した。
1968年4月5日、チェコ共和国共産党中央委員会は、「チェコ共和国共産党行動計画」と題した政治綱領文書を発表した。党は、共産主義の「かつての異常」を浄化し、「我が国の状況と流儀に見合った形でこの国に社会主義を構築する」と述べ、経済、政治、社会的側面の観点から社会主義制度を改革する試みの概念を示した。なお、「『共産党の指導的役割」』は維持される」ことになった。この政治綱領には、「言論、報道、集会、宗教行事・儀式の自由を保障する」「企業の独立性を高め、兌換通貨を造り、民間事業を復活させ、西側諸国との貿易を拡大するための広範な経済改革を実施する」「独立した司法機関を設置する」「1949年から1954年にかけて不当に起訴された全ての人々の完全かつ公正な更生と、更生の影響を受けた人々に対する『道徳的、個人的および経済的補償』を実施する」「過去の迫害に関与した者たちについては、国の社会的および政治生活における重要な役職から罷免する」といった内容が盛り込まれた。検閲の廃止のみならず、国民が政府を批判する権利も含まれる。この計画におけるイデオロギーの基礎は、「社会主義は、労働者を搾取者の支配から解放することだけを意味するものではなく、資本主義社会における民主主義以上に、全ての個人に対して充実した生活を保障しなければならない」「秘密警察の権限は制限される」「チェコスロヴァキア社会主義共和国を連邦国家とする」というものであった。集会の自由や表現の自由は憲法で保障される、とした。外交政策に関しては、「西側諸国と同様に、ソ連および他の社会主義諸国との良好な関係を維持する」とした。
チェコ共和国共産党中央委員会は、「『プロレタリアートによる独裁』はその主要な歴史的使命を果たした。その後の発展は、社会主義的民主主義の創設につながるべきである」「中央集権的な指令に基づく意思決定の廃止は、国家管理に関係する全ての社会集団の参加の増加につながるはず」であり、これは「社会管理における科学と専門知識が強化されることで起こる」と発表した。「社会主義は、国民にさまざまな利益を与える余地を開放することによってのみ発展しうる。この考え方を前提として、社会主義は労働者の団結を民主的に成長させていくだろう」と書かれた。この文書には、社会における共産党の主導的な役割についても引き続き書かれてあるが、もはや「強い命令や行政命令」を前提としたものではなかった。
ドゥプチェクが発表したこの行動計画案では、改革は共産党による主導で進められる趣旨が規定されていたが、そこから数カ月以内に、改革を直ちに実施するよう国民からの圧力が強まった。反ソ連を主張する記事が新聞に登場し、チェコ社会民主党は別の政党を結成し始め、無所属の新たな政治団体も設立された。このような動きに対し、党内の保守派の議員たちは懲罰的措置の実施を要求したが、ドゥプチェクはあくまで穏健に振る舞い、共産党が主導する趣旨を改めて強調した。5月、ドゥプチェクはチェコ共和国共産党第14回党大会を1968年9月9日に召集する趣旨を発表した。この党大会では行動計画を党規約に組み込み、連邦化法案を起草し、新たな中央委員会を選出する予定であった。1968年6月27日、チェコ共産党員で作家のルドヴィーク・ヴァツリーク(Ludvík Vaculík)は、宣言書『二千の言葉』(Dva tisíce slov)を発表し、これは新聞記事に掲載された。ヴァツリークは、改革を妨害しようとする共産党内の保守派を批判しており、チェコスロヴァキア国民自身もこの改革を積極的に推進するよう努めるべきである趣旨を示唆した。さらにこの宣言書では、「外部の国による軍事介入の可能性」についても言及しており、ヴァツリークはそれに備えるようチェコスロヴァキア国民に呼びかけている。ヴァツリークはこの宣言書の中で「最近、外国勢力が我が国の発展に干渉する可能性が出てきており、それに基づく重大な懸念が生じている」と書いた。この宣言書には10万人を超えるチェコスロヴァキア人が署名した。ヴァツリークのこの宣言書は、ドゥプチェクや共産党政府からも批判された。チェコ共和国共産党中央委員会常任幹部会は、『二千の言葉』を非難する決議を採択した。『二千の言葉』について、ソ連は「反革命的行動の呼びかけ」と表現した。レオニード・ブレジネフ(Леонід Брежнєв)はアレクサンデル・ドゥプチェクに電話し、この宣言書の発起人や署名した者たちに対して措置を講じるよう要請した。
モスクワのソ連共産党指導部は、チェコスロヴァキアの共産指導者たちがモスクワから独立した国内政策を追求した場合、ソ連がチェコスロヴァキアに対する支配力を失う可能性を恐れた。このような事態の展開は、東ヨーロッパにおける社会主義圏を、政治的にも軍事戦略的にも分裂させる恐れがあった。ソ連共産党指導部は、チェコスロヴァキアで起こりつつある変化について、社会主義およびワルシャワ条約機構にとって大いなる脅威である、と判断していた。チェコスロヴァキアがソ連の影響下から脱却した場合、ソ連の他の衛星国もこの流れに追随し、そうなれば、ソ連は「外堀」を失う危険性があった。西側諸国およびNATOがソ連に侵攻するとなれば、ポーランド、チェコスロヴァキア、東ドイツといったソ連の衛星国を通過する必要があり、「外堀」とはこれらの衛星国を意味した。チェコスロヴァキアが西側諸国で見られるような政策を実施し、NATOにも加盟した場合、チェコスロヴァキアの東部に核兵器（戦術および戦略）が配備される可能性が生じることになり、そのような事態はソ連にとって安全保障上の政治的脅威となりうるものであり、到底容認できる状況ではなかった。9月9日に実施される予定の党大会で、チェコスロヴァキア全土から代表者が集まり、特定の多数派が勝利する事態を想定したソ連は、何としてでもそのような事態を阻止せねばならず、成り行きに任せるわけにはいかなかった。1968年4月の時点で、ソ連は最後の手段として、チェコスロヴァキアへの軍事介入を計画していた。1968年4月12日、モスクワでは、「必要に応じて、作戦名『ドナウ作戦』を実行に移さねばならない」との決定が下された。ソ連の陸軍大将、アレクセイ・イェーピシェフは、「社会主義の大義に献身的なチェコスロヴァキアの共産主義の同志たちが、ソ連や他の社会主義国家に対し、社会主義を防衛するための支援を求めるつもりならば、ソ連軍にはその国家間の義務を果たす用意がある」と発言した。
ウクライナ共産党中央委員会第一書記、ペトロ・シェレスト(Петро Шелест)は、軍事介入を積極的に支持した人物の一人であった。彼は、「チェコスロヴァキアは西ウクライナに反社会主義思想の毒を感染させる可能性がある」と発言した。
1968年8月21日午前4時30分、チェコ共和国共産党中央委員会の建物は、ソ連軍の装甲車両や戦車に包囲され、ソ連の空挺部隊の分遣隊が建物に闖入した。アレクサンデル・ドゥプチェクは、КГБの職員に付き添われて執務室に入ってきたチェコスロヴァキア国家保安局の職員から「インドラ同志率いる革命労農政府の名において、あなたを逮捕します」と告げられ、逮捕された。彼らはドゥプチェクに対し、「あなたは2時間以内に革命法廷に連行されるでしょう」と附言した。午前9時、アロイス・インドラは「革命法廷」を代表する形で、アレクサンデル・ドゥプチェクとその仲間たちが逮捕された趣旨を発表した。
軍事侵攻と占領は、兄弟国間による「国際支援」とされた。
「正常化」なる言い回しは、1968年8月27日に署名されたモスクワ協定に書かれた文書内の記述に由来する。

## 「正常化体制」の始まり
1968年9月13日、チェコスロバキア国民議会は、集会実施の権利の制限、報道規制、検閲の導入を発表した。10月16日、アレクサンデル・ドゥプチェク、グスターフ・フサーク、オルドジフ・チェルニークは、チェコスロヴァキアの領土内におけるソ連軍の駐留に関する協定に署名した。10月18日、チェコスロヴァキア議会は、ワルシャワ条約機構軍によるチェコスロヴァキア内の領土への一時的な駐留に関する協定への署名を可決した。1969年4月17日、チェコ共和国共産党中央委員会の会議にて、アレクサンデル・ドゥプチェクはチェコスロヴァキア第一書記を辞任し、その後任としてグスターフ・フサークが選出された。
ドゥプチェクの後任として党中央委員会第一書記に就任したグスターフ・フサークは、ドゥプチェクが実施しようとした改革の大部分を中止し、党内の自由主義の議員たちを「一掃」し、プラハの春の改革を支持したり、正常化体制に賛同を示さなかった専門家や精鋭を指導的地位から解任した。フサークは、警察当局の影響力や他の社会主義国家との強い絆を回復するために尽力した。彼はまた、経済管理について再び中央集権化に戻した。
1968年10月16日、アレクサンデル・ドゥプチェク、ルドヴィーク・スヴォボダ(Ludvík Svoboda)、オルドジフ・チェルニーク(Oldřich Černík)は、チェコスロヴァキアの領土内におけるソ連軍の駐留に関する協定に署名し、75000人のソ連兵が駐留することになった。チェコスロヴァキアの領土全体で、30を超える場所に個々の軍事部隊が配備された。ソ連からの要望で、ミロヴィツェからモスクワまで、特別列車が毎日運行されていた。占領軍の存在については、「チェコスロヴァキアにおける社会主義体制に対する新たな脅威と社会主義の共同体の国々の安全に対する脅威が去り次第、チェコスロヴァキアの領土から同盟軍の段階的撤退が行われる」ことが決まった。モスクワ協定の第5項には、「同盟国の軍隊およびその他の機関は、チェコスロヴァキアの内政には干渉しない。チェコスロヴァキアにおける社会主義の建設と社会主義共同体の安全に対する新たな脅威が消え次第、チェコスロヴァキアの領土から同盟軍の段階的撤退が実施されるであろう」と明記された。
1968年10月28日、チェコスロヴァキアの各都市にて、正常化の推進に反対する学生の抗議運動が起こった。10月30日、ブラティスラヴァ城にて、ルドヴィーク・スヴォボダ、ヨゼフ・スムルコフスキー、オルドジフ・チェルニークがチェコスロバキアの連邦制導入を定めた憲法法令に署名し、1969年1月1日を期して、チェコ地域に「チェコ社会主義共和国」を、スロバキア地域に「スロバキア社会主義共和国」を設置することが決まった。11月4日、ブルガリア、ポーランド、ハンガリーの占領軍が、チェコスロヴァキアから離れた。11月7日、チェコスロヴァキアの各都市にて、数千人の市民が占領に抗議する示威運動を開始した。この抗議運動は、公安と人民民兵によって解散させられた。1968年11月13日に開催されたポーランド統一労働者党第5回党大会に出席したレオニード・ブレジネフは演説を行い、ソ連圏のどの国であれ、社会主義体制に対する脅威は他のすべての社会主義国家にとっても同じ問題である、と宣言した。
ヴァスィル・ビリャーク(Vasil Bilak)とルボミール・シュトロウガルは、ドゥプチェクに対し、「党指導部の地位から去らなければ、党から除名する」と迫った。1969年9月24日、チェコ共和国共産党中央委員会は、アレクサンデル・ドゥプチェクを連邦議会議長の役職から解任し、駐トルコ大使に任命することを決定した。1969年12月16日、ドゥプチェクは駐トルコのチェコスロヴァキア大使に任命されたが、1970年6月24日に大使を解任され、その2日後の6月26日、党からも除名された。
1970年1月5日、チェコ共和国共産党中央委員会常任幹部会は、チェコ共和国共産党の党員証の交換について協議を実施した。
1970年1月19日、チェコ共和国共産党中央委員会常任幹部会は、チェコ共和国共産党の党員証の交換に関する文書の草案を承認した。これにより、党内から「修正主義者や右翼日和見主義的要素が見られる人物」を一掃できるようになった。その後、50万人の共産党員が粛清・追放された。
1970年5月29日、チェコ共和国の議会は、チェコスロヴァキアとソ連の間に締結された友好・協力・相互扶助の条約を採択した。
1970年12月10日から12月11日にかけて、チェコ共和国共産党中央委員会は、プラハの春に対する非難決議を発表し、「第13回共産党大会後の党と社会の危機的展開から得られた教訓」と題した文書を採択した。これはチェコスロヴァキアにおける「正常化体制」の始まりと見られている。
グスターフ・フサーク率いる共産党指導部は、モスクワからの指示に忠実に従った。
1969年10月15日、連邦議会議長として、ダリボル・ハーンスが新たに選出された。ハーンスは「この本会議で出た結論は、社会生活のあらゆる分野、すべての国家機関および社会組織において、すべての反社会主義、反ソ連、右翼および日和見主義勢力に対する、積極的な闘争の始まりを意味するのだ」と演説した。チェコスロヴァキア連邦議会は、プラハの春の過程や、ワルシャワ条約機構軍による軍事介入の最中に採択された18件の文書を取り消した。これには、侵攻に参加した連合国軍の政府と議会に宛てた抗議文も含まれる。
1970年、チェコ共和国共産党の党員証の交換を実施する、との名目で、政界と国民生活の「浄化」が行われた。1970年には、党員のほぼ22％が離党することになった。
党は、「右翼日和見主義者」を一掃することにした。党員に対しては、質問事項への記入と面談が実施され、これは「審査委員会」が担当した。主要な設問は以下のようなものであった。
- 「連合軍の入国は必要な措置であったか？」
- 「彼らをどのように迎え入れた？」
- 「1969年4月に共産党中央委員会が取った措置についてどう思うか？」

否定的な回答を示した場合、その人は身元調査を通過できず、「右翼日和見主義者および修正主義者」とのレッテルを貼られた。
最終的に、約32万7,000人が、共産党を離党することになった。このうち、スロヴァキアでは5万3,000人以上が離党した。共産党員の数は、自発的に離党した人を含めて、1968年の時点と比較して2年間で28%減少し、スロヴァキアでは16%減少した。
1969年8月18日から8月22日にかけて、チェコスロヴァキアの各都市にて、大規模な抗議運動が展開された。1969年8月22日、アレクサンデル・ドゥプチェクは、連邦議会議長として、ソ連軍による占領を非難する抗議運動を処罰できる「Obuškový Zákon」（「警棒法」）に署名した。この法律によって、国とその指導者に対する無許可の抗議運動、扇動、名誉毀損が発覚した場合、罰金刑を支払うか、投獄される可能性があった。職場の雇用主は、「社会主義的社会秩序に違反した者」を解雇できるようになった。アレクサンデル・ドゥプチェク、ルドヴィーク・スヴォボダ、オルドジフ・チェルニークが、この法律案に署名した。
アレクサンデル・ドゥプチェクの死後の1993年に出版された回顧録『Nádej zomiera posledná』（『希望は決して死なない』）では、「私からすれば、あれは曲がりなりにも系統立った撤退であり、抵抗無しに領土が放棄されることはなかった。1969年4月にフサークが党の新たな第一書記に任命されるまで、粛清、逮捕、迫害は起こらなかったのだ」と書き残しているが、ドゥプチェクはソ連軍の駐留に関する条約に賛成票を投じた。彼は影響力、地位、信用までも失いつつあった。1969年8月21日にプラハで起こった抗議運動では、15万人が集まった。これらの抗議運動は、国家保安部隊と人民民兵に弾圧された。
作家のエレナ・ラピンは、正常化体制について「国家に対する強姦であり、言論の自由の抑圧」と表現した。

## ソ連軍の撤退
ソ連軍の人員と装備の削減は、1989年の初頭に始まった。これは1988年12月7日にソ連政府が下した決定に基づいて実施された。1989年12月3日、チェコスロヴァキア政府は「1968年の8月の侵攻は違法であり、二つの主権国家間における国際法違反の兆候が見られる」との声明を公式に発表した。それに伴い、「チェコスロヴァキアの領土からのソ連軍の段階的な撤退に関する交渉を開始する」とした。1990年2月26日、モスクワにて、チェコスロヴァキアの領土からのソ連軍の撤退に関する条約が結ばれ、イジー・ディーンズビーエル(Jiří Dienstbier)とエドゥアルド・シェワルナゼ(Эдуард Шеварднадзе)が署名した。シェワルナゼは、最初は軍隊の撤退を拒否していた。1989年12月20日に会談した際、シェヴァルナゼはソ連軍の撤退を拒否し、中央ヨーロッパにおける軍事的・政治的安定を維持するにあたり、軍隊が駐留する必要性について強調した。1990年2月26日から2月27日にかけて、モスクワにて、ヴァーツラフ・ハヴェル(Václav Havel)とミハイル・ゴルバチョフ(Михаил Горбачев)が会談を実施し、チェコスロヴァキアとソ連の関係に関する宣言と、チェコスロヴァキアからのソ連軍の撤退に関する合意がなされた。それに伴い、チェコスロヴァキア共和国国民議会の敷地内に、ソ連軍の撤退を監視するための議会委員会が設立され、その委員長はミハエル・コツアープが務めた。
1991年6月21日、ソ連兵と軍事装備品を乗せた最後の鉄道輸送車が、チェコスロヴァキア連邦共和国の領土を離れた。6月27日、ソ連側の司令官、エドワールト・アルカジーエヴィチ・ヴォロディヨフがチェコスロヴァキアの領土から去り、チェコスロヴァキアの領土におけるソ連軍の23年間の「一時的」な駐留に終止符が打たれた。

## 共産政権終焉
1989年11月19日、ヴァーツラフ・ハヴェル率いる市民会議が設立された。11月20日、プラハにて、数十万人が共産政権に反対する抗議活動に参加した。11月28日、チェコスロヴァキア連邦議会は、共産党の「指導的役割」について言及している憲法の条項を削除した。
1989年12月10日、グスターフ・フサークは大統領を辞任し、マリアン・チャルファが非共産政権を樹立した。
1989年12月28日、アレクサンデル・ドゥプチェクはチェコスロヴァキア連邦議会の議長に選出され、12月29日にはヴァーツラフ・ハヴェルがチェコスロヴァキアの大統領に選出された。

## 資料
- Poučení z krizového vývoje ve straně a společnosti po XIII. sjezdu KSČ
- Období tzv. normalizace
- Komunistická strana Československa - proces normalizace